# Dichiarazione di Langkawi
La Dichiarazione di Langkawi sull'ambiente è stata una dichiarazione rilasciata dai capi di governo riuniti del Commonwealth delle nazioni sulla questione della sostenibilità ambientale. È stata emessa il 21 ottobre 1989 a Langkawi, Malaysia, durante la decima riunione dei capi di governo del Commonwealth (CHOGM).
La dichiarazione copre un'ampia gamma di argomenti relativi all'ambiente, accusando "il passato di negligenza nella gestione dell'ambiente naturale e delle risorse". Elenca quelli che i capi di governo percepivano come i principali problemi ambientali: l'effetto serra, i danni allo strato di ozono, le piogge acide, l'inquinamento marino, il degrado del suolo e l'estinzione delle specie. Queste, affermava la dichiarazione, erano questioni che trascendevano i confini nazionali, e quindi richiedevano il coinvolgimento di organizzazioni internazionali, come il Commonwealth, per coordinare le strategie per risolverle. In cambio, i paesi in via di sviluppo hanno concesso ai membri sviluppati del Commonwealth (in particolare Australia, Canada, Nuova Zelanda e Regno Unito), il loro interesse per la protezione dell'ambiente.
Tra gli impegni assunti dai membri nella Dichiarazione di Langkawi c'erano:
- Sostenere lo sviluppo di un meccanismo internazionale di finanziamento dello sviluppo sostenibile.
- Sostenere esperti del Gruppo intergovernativo sul cambiamento climatico e raccomandare il rapporto del Commonwealth sui cambiamenti climatici.
- Promuovere l'efficienza energetica.
- Promuovere l'imboschimento e la gestione sostenibile delle foreste nei paesi in via di sviluppo e la conservazione della foresta vergine per proteggere la biodiversità.
- Limitare la pesca non sostenibile, compreso il divieto con reti impigliate e la pesca con reti da posta derivanti dalle pelagiche, come parte di una tendenza generale tra le organizzazioni internazionali.[3]
- Prevenire lo scarico di materiali tossici o pericolosi negli oceani o nei paesi in via di sviluppo.
- Promuovere la consapevolezza pubblica dei rischi e delle problematiche ambientali.